# Минчо Никифоров
Минчо Христов Никифоров е български художник.

## Биография
Роден е на 20 август 1895 г. в Севлиево. През 1925 – 1929 г. учи в Художествената академия в София при проф. Иван Ангелов и проф. Никола Ганушев. Работи в областта на битовия жанр, пейзажа и илюстрацията. Репродукции на негови творби са публикувани в редица списания и вестници, илюстрира книги и учебници. Илюстрира книгите „Приключенията на Крачун и Малчо в София“ от Димитър Подвързачов, „Ян Бибиян. Невероятни приключения на едно хлапе“ и „Ян Бибиян на Луната“ от Елин Пелин. Негови произведения се съхраняват в Софийска градска художествена галерия, галерии в България и в частни сбирки в чужбина. Умира на 13 март 1962 г. в София.